# 假面騎士Genms
《假面騎士Genms》（日语：仮面ライダーゲンムズ）是特摄片《假面騎士EX-AID》衍生的網絡劇外傳系列作品，也是繼《EX-AID Trilogy Another·Ending》之後的新系列外傳作品。

## 概要
- 本作的時間點位於外傳《EX-AID Trilogy Another·Ending》和《ZERO-ONE Others》系列之後。
- 劇本方面一樣由《假面騎士EX-AID》的主編劇高橋悠也負責。

## -The Presidents-

### 本作特色
- 本作為假面騎士系列作《假面騎士ZERO-ONE》與《假面騎士EX-AID》的聯動作品，時間點位於外傳《ZERO-ONE Others》系列之後[2]。
- 在該聯動作品正式發佈前發表過兩個公告：

在2018年4月1日，《假面騎士EX-AID》的Twitter帳戶宣布《假面騎士Genms -The Presidents-》製作確定，預定2020年公開，並表明會「絕版」。
在2021年4月1日，演員櫻木那智飾演的天津垓發佈一條影片宣稱其已經離開了ZAIA並成立了新公司。
但在一天後卻緊急道歉，表示為愚人節笑話。
- 本作為《平成假面騎士系列》與《令和假面騎士系列》的首部聯動外傳作品。

### 故事概要
隨著ZAIA Enterprise Japan倒閉，天津垓與秘書型Humagear——厘一起設立新公司，立志創新。
但是，垓的身體突然產生異變，在痛苦之中，有一個人從他的身體裡分離出來，他就是理應在假面騎士EX-AID的世界中被消滅了的檀黎斗。
原來，在網際網路中徘徊的方舟將最差勁的Bugster Virus復活，然後感染了天津垓！
天津垓變身成假面騎士Thouser試圖驅除病毒，但是身體卻不知為何變成黑色的…。

### 本作用語
千騎Intellion
原文： / THOUSER-INTELLION
自ZAIA日本分部因被假面騎士滅亡迅雷炸毀而解散後，由天津垓與厘一同成立的一間新公司。

### 登場人物
檀黎斗（岩永徹也飾）
假面騎士Genm的變身者。
- Chapter 1中方舟利用Bugster Virus感染了天津垓的關係而從他的身體中復活，為了完全復活而利用厘來增加天津垓的壓力。
- Chapter 2與檀正宗的戰鬥中雙方使用必殺技以平手收場，最後在天津垓克服壓力和感化下與檀正宗一同消失，回到方舟的資料中後誓言在下一個時代絕對要改變自己的結局。

天津垓（櫻木那智飾）
假面騎士Thouser的變身者。
- Chapter 1中與厘一起自立門戶，但因被方舟利用Bugster Virus感染的關係而導致身體不適。後來與從其身體分離出來的檀黎斗決戰，但在變身後因為遊戲病的關係變成了與假面騎士ZAIA同色的假面騎士Thouser。
- Chapter 2中看著檀黎斗和檀正宗兩人對幻夢集團的愛而醒悟，以對公司一切的愛來克服壓力並感化兩人。

檀正宗（貴水博之飾）
假面騎士Cronus的變身者。
- Chapter 1中從天津垓的身體中復活。在檀黎斗給天津垓最後一擊時使用暫停（Pause）阻止。
- Chapter 2與檀黎斗的戰鬥中雙方使用必殺技以平手收場，最後在天津垓克服壓力和感化下與檀黎斗一同消失。

#### 本作登場人物
厘（Meadows舞良飾）
秘書型Humagear，也是天津垓的AI助理。
- Chapter 1中被檀黎斗以Buggle Driver內的病毒操控並帶走，隨後被其解除操控。
- Chapter 2從飛電的資料中調查出檀正宗和檀黎斗兩人的資料，並建議讓兩人自相殘殺來治好遊戲病。

### 本作登場的假面騎士

#### 假面騎士Thouser
變身者：天津垓（替身演員：永德、CV：櫻木那智）
原文： / Kamen Rider Thouser
| 形態名稱         | 簡介 | 外觀               | 能力 | 必殺技                                                                                          |
| Default 基本形態 | 配合ZAIA千之驅動器及使用Amazing Caucasus ProgriseKey與Awaking Arsino ZetsumeriseKey變身的形態 身高：204.2cm 體重：99.1kg 拳擊力：42.4t 踢擊力：86.5t 跳躍力：58.1m 行動速度：100m / 1.8秒 | 全身以黑、紅色為主 | 基本形態。 結合高加索大兜蟲和埃及重腳獸的能力，擁有強力的戰鬥力、防禦力和腿力。 全身能力擁有假面騎士ZERO-ONE 躍昇蝗蟲的10（1000%）倍。 頭部的演算處理裝置能在約0.001秒計算出最佳的方案。 | Thousand Destruction 原文：サウザンドディストラクション 在空中進行5次連續強力的踢擊（騎士踢）。 |

#### 假面騎士Genm
變身者：檀黎斗（替身演員：縄田雄哉、CV：岩永徹也）
原文： / Kamen Rider Genm
| 形態名稱                              | 簡介 | 外觀                 | 能力                                                                         | 必殺技                                                      |
| Action Gamer Level 2 躍動玩家 Level 2 | 原文： 劇中的主要形態 使用「Proto Mighty Action X」卡帶狀態時「Grade 2」升級的形態 身高：205cm 體重：97kg 拳擊力：5.7t 踢擊力：10.2t 跳躍力：43.1m 行動速度：100m / 3.2秒 | 全身以黑色和紫色為主 | 能力上與假面騎士EX-AID相似，但因為以原型卡帶變身，所以威力比起EX-AID更加強勁 | Mighty Critical Strike 原文： Mighty Critical Finish 原文： |

#### 假面騎士Cronus
變身者：檀正宗（替身演員：淺井宏輔、CV：貴水博之）
原文： / Kamen Rider Cronus
| 形態名稱                   | 簡介 | 外觀                         | 能力 | 必殺技                                                                        |
| Chronicle Gamer 編年史玩家 | 原文： 使用「Buggle Driver II」時搭配「Kamen Rider Chronicle」卡帶變身的形態 身高：205.0cm 體重：101.0kg 拳擊力：110.0t 踢擊力：120.7t 跳躍力：96.0m 行動速度：100m / 0.96秒 | 全身以淺綠色、黑色和銀色為主 | 可操控遊戲領域內的時間，使用此能力時兩側的肩甲可以將周圍空間隔離而讓自身以外的所有事物進行時間操控，目前不清楚此能力的極限。發動此一能力的狀態下，如果擊殺對手即會永遠的將對手封鎖在「Game Over」的瞬間，永遠無法續命復活，即使是崩源體也是如此，並能將遊戲領域裏面的所有能量道具據爲己有和自由出入遊戲世界的能力，本身擁有讓攻擊力量在100t以下的傷害視為無效的能力。 | Critical Crews-Aid 原文： Critical Sacrifice 原文： Critical Judgement 原文： |

### 演員
- 檀黎斗 - 岩永徹也
- 天津垓 - 櫻木那智
- 厘 - Meadows舞良
- 檀正宗 - 貴水博之

## Smart Brain 與 1000%的Crisis

### 本作特色
- 本作為《假面騎士Genms》系列的第2彈作品，亦是與《假面騎士ZERO-ONE》第二部的聯動作品。
- 本作的時間點位於《假面騎士Genms -The Presidents-》之後。
- 本作發表的前一天正逢4月1日愚人節，而官方貼出一張以天崎戀為主角的外傳作品《假面騎士Lovelica》海報，意外引起《假面騎士EX-AID》的演員們相繼對此回應，然而隔天就發表此作。

### 故事概要
克服遊戲病的天津垓為了某個目的，對Humagear使用社長型Humagear ProgriseKey學習幻夢集團社長的工作。
結果跟預測一樣檀黎斗的Bugster Virus感染了Humagear，使檀黎斗復活。
垓向黎斗傳達復活的目的，但卻完全不聽。
垓為了達成目的而拿出新的驅動器。

### 本作用語
ZEIN（善意）
CV：大川透
於網路上出現，能自主學習全人類善意的人工智能。

### 登場人物
檀黎斗（だん・くろと）（岩永徹也飾）
假面騎士Genm的變身者，本作中被天津垓以Humagear的方式復活。
在聽從天津垓和厘的說明後，開出以千騎Intellion作為賭注來戰鬥的條件，戰鬥中一度被垓擊敗後使用Gashacon Bugwiser吸收方舟的惡意並學習，製造出新的卡匣變身成無雙玩家擊敗垓。
天崎戀（あまがさき・れん）（小手伸也飾）
Lovelica Bugster的人類型態。
在天津垓讓Humagear學習幻夢社長的工作時自身的資料混入其中。
天津垓（あまつ・がい）（櫻木那智飾）
假面騎士THOUSAND ARK的變身者。
為了對抗會消滅人類的超智能「ZEIN」而與方舟合作讓檀黎斗復活，以公司作為賭注用戰鬥來強迫黎斗聽話，但被學習方舟惡意後的黎斗擊敗。
厘（新井舞良飾）
天津垓的秘書型Humagear。
本作中被方舟短時間駭入來與天津垓對話。

#### 本作登場人物
Smart Queen（芳賀優里亞飾）
在結尾監視著檀黎斗並向某人回報。

### 本作登場的假面騎士

#### 假面騎士Genm
變身者：檀黎斗（替身演員：岡田和也、CV：岩永徹也）
原文： / Kamen Rider Genm
| 形態名稱             | 簡介                                                    | 外觀                         | 能力 | 必殺技                                                                                               |
| Musou Gamer 無雙玩家 | 原文： Gamer Driver 搭配 Genm Musou Gashat 變身的形態。 | 全身以黑、銀、白、紫色為主。 |      | Genm Critical Finale 原文： 時間暫停中，在超加速狀態下以踢擊、拳擊和各種武器對目標進行一連串的攻擊。 |

#### 假面騎士THOUSAND ARK
變身者：天津垓（替身演員：森博嗣、CV：櫻木那智）
原文： / Kamen Rider Thousand Ark
| 形態名稱              | 簡介                                                  | 外觀                     | 能力 | 必殺技                     |
| THOUSAND ARK 千之方舟 | ARK DRIVER 搭配 THOUSAND ARK ProgriseKey 變身的形態。 | 全身以黑、白、紅色為主。 |      | Judgment Conclusion 原文： |

### 本作登場的輔助工具

#### 驅動器（Driver）
原文： / ARK Driver
音效：速水獎
假面騎士THOUSAND ARK所使用的變身腰帶。
此腰帶在《假面騎士ZERO-ONE》本篇中遭到摧毀，本作中已被天津垓修復並拿來使用。

#### 騎士卡匣（Rider Gashat）
| 英文名稱   | 日文名稱 | 中文名稱 | 遊戲類型 | 玩家 | 對應等級     | 備註 |
| ---------- | -------- | -------- | -------- | ---- | ------------ | --- |
| Genm Musou |          | 幻夢無雙 | 無雙遊戲 | Genm | 超越等級概念 | 變身形態 無雙玩家。 變身音效「Tsukami tore eikou no Ending! Shikkoku no tensai President! Grade musou Genm! （掴み取れ栄光のエンディング！漆黒の天才プレジデント！グレード無双ゲンム！）」。 為檀黎斗奪取方舟的部份惡意後所創造出來的全新卡帶。 |

#### ProgriseKey
| 英文名稱     | 日文名稱         | 中文名稱 | 能力                                        | 備註 |
| ------------ | ---------------- | -------- | ------------------------------------------- | --- |
| Thousand Ark | サウザンドアーク | 千之方舟 | “THOUSAND ARK” 變身成假面騎士THOUSAND ARK。 | 存放歷史上人類的惡意和達到技術奇點的Humagear資料的Key型道具。 啓動音效為「THOUSAND ARK」（日文：「サウザンドアーク」），啓動後會自動展開。 完整變身音效為「When The Five Horns Cross, The THOUSAND ARK Is Born. Presented by ARK.」 |

#### Humagear ProgriseKey
| 英文名稱             | 日文名稱             | 中文名稱     | 備註 |
| -------------------- | -------------------- | ------------ | --- |
| President：DanKuruto | プレジデンツ：檀黎斗 | 社長：檀黎斗 | 存放幻夢集團社長「檀黎斗」個人數據資料的Key型道具。 完整轉身音效為「This company is mine. PRESIDENT：DANKURUTO.」 |

### 演員
- 檀黎斗 - 岩永徹也
- 天崎戀 - 小手伸也
- 天津垓 - 櫻木那智
- 厘 - 新井舞良
- Smart Queen - 芳賀優里亞

### 聲演
- 方舟 - 速水獎

## 樂曲

### 主題曲
「 GAME CHANGER 」
- 演唱：貴水博之[14][15]
- 作詞：藤林聖子
- 作曲、編曲 ：坂部剛

## 製作人員
- 原作 - 石之森章太郎
- 導演 - 諸田敏 / 柴崎貴行
- 劇本 - 高橋悠也

## 外部連結
- 東映特攝Fan Club（TTFC） （页面存档备份，存于）
- 假面騎士Genms的X（前Twitter）
- 假面騎士Outersiders的官方宣傳網站 （页面存档备份，存于）